# Papenberg (Haldensleben)

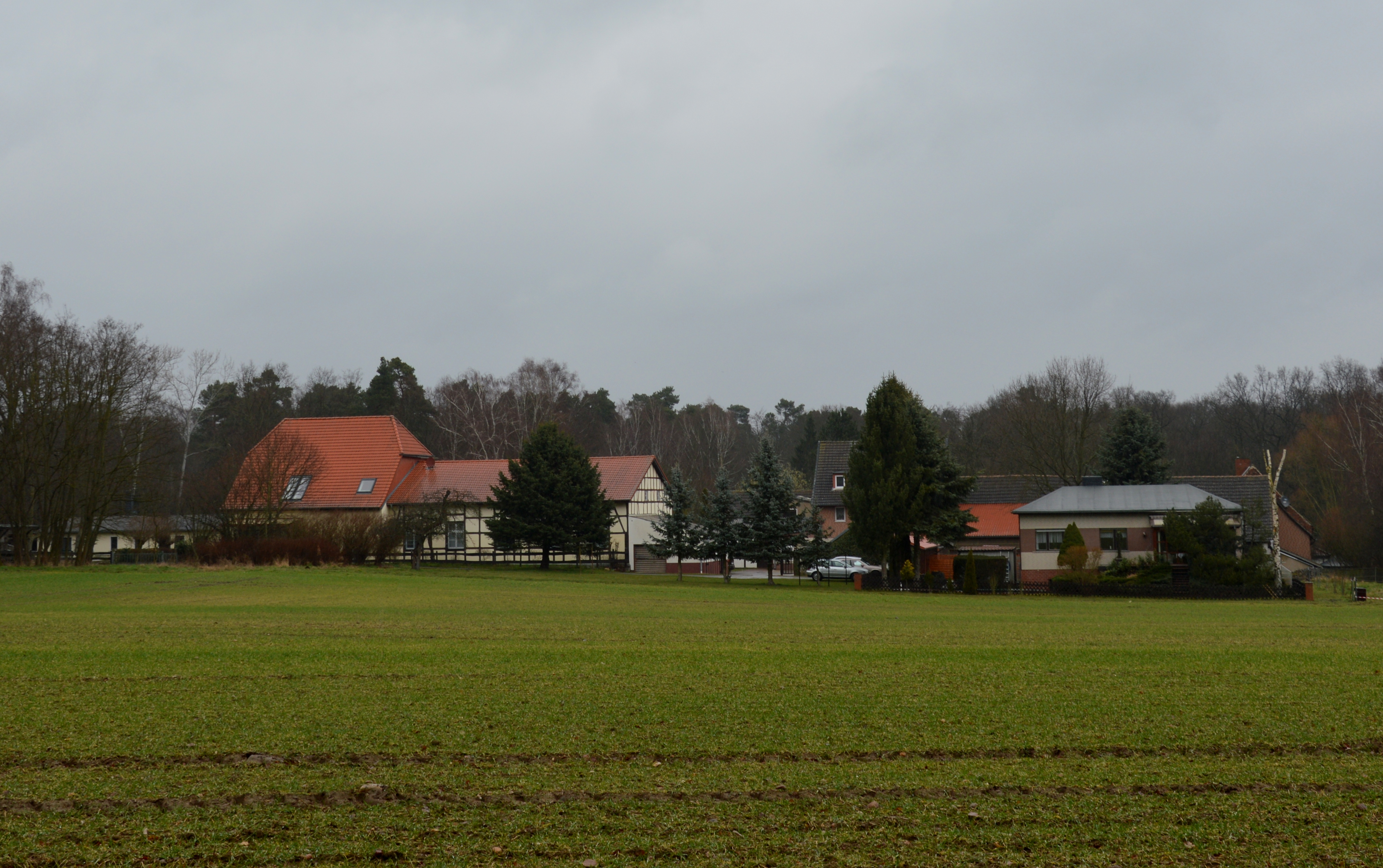
Blick auf Papenberg

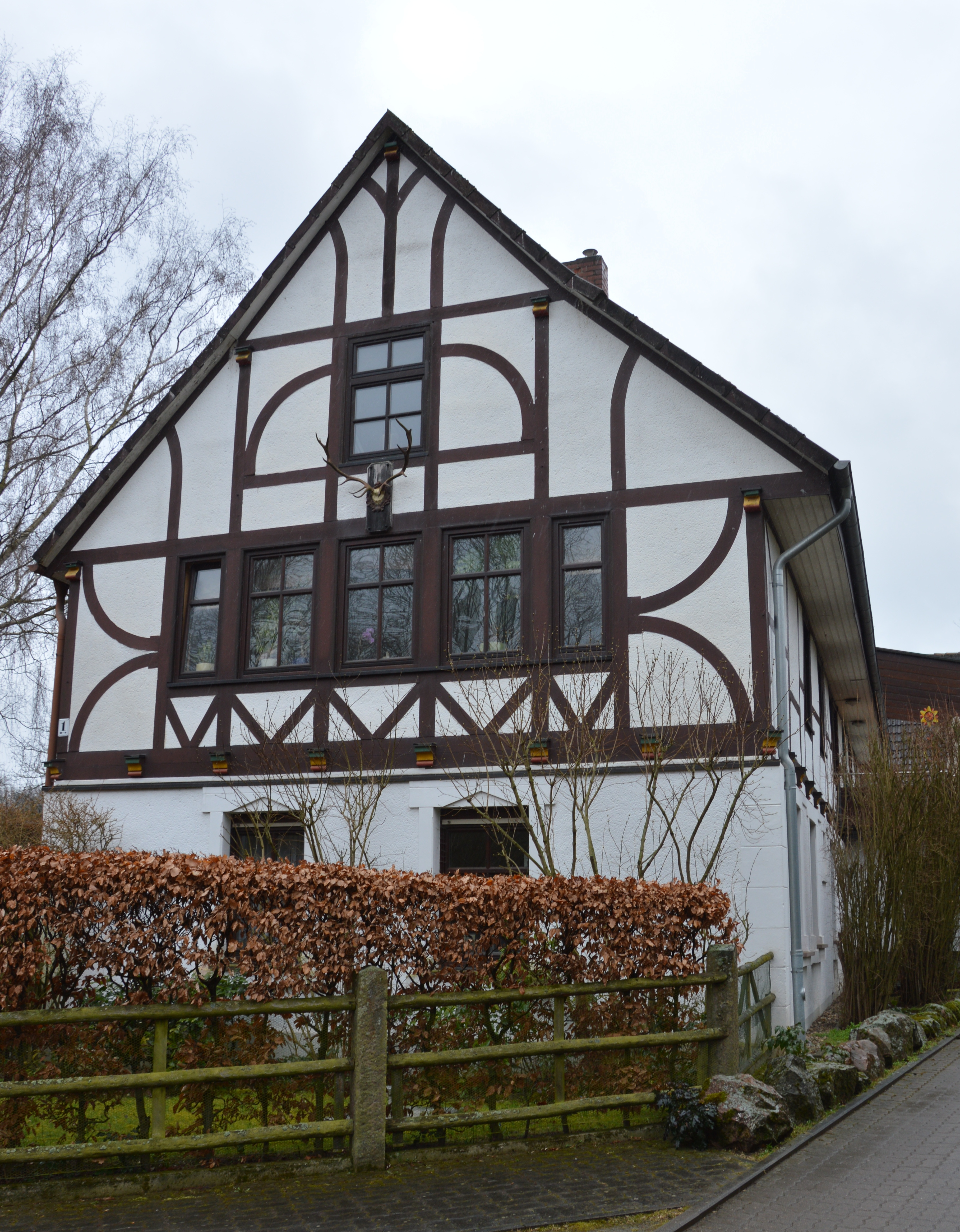
Ehemaliges Walderholungsheim Krampe in Papenberg, 2016

Papenberg ist ein Wohnplatz der Stadt Haldensleben in Sachsen-Anhalt. Bekannt ist der Wohnplatz wegen der hier befindlichen traditionsreichen Ausflugsgaststätte Waldhof Papenberg.

## Lage
Der Wohnplatz Papenberg liegt umgeben von Wäldern und Ackerflächen westlich der Ortslage Haldensleben, südwestlich des Mittellandkanals. Nach Papenberg führt die von der Dessauer Straße abzweigende Stichstraße Papenberg.

## Geschichte
Im Bereich Papenbergs befand sich der bereits im Mittelalter wüst gewordene Ort Warmsdorf. Am 25. November 1450 gelangte die Wüstung mitsamt ihrer Feldmark und dem Kienenberg vom Kloster Althaldensleben an die Sankt-Marien-Kirche. Allerdings beanspruchte die Familie von Santersleben ein Viertel dieser Besitzungen, so dass die Sankt-Marien-Kirche nicht in den vollständigen Besitz der Flächen kam. Die Stadt Haldensleben eignete sich darüber hinaus den Wald des Kienenbergs an.
Im Jahr 1565 wurden die Warmsdorfer Kirchenäcker zur Besoldung einem Pfarrer, damals Pape genannt, übergeben. 1574 kamen die Äcker bereits wieder in den Besitz der Kirche. Der Pfarrer erhielt stattdessen jährlich einen Wispel Roggen. Der Name Papenberg wird seitdem für den Berg genutzt. 1754 erfolgte auf königliche Anweisung die Anlage von Maulbeerbaum-Plantagen. Auf dem Papenberg wurde eine Wohnung für einen Seidenkultivateur eingerichtet.
Später entstand das Gasthaus Papenberg. Dessen Pächter war in den 1890er Jahren Heinrich Bonnes. Die Entwicklung der Gastwirtschaft wurde dadurch begünstigt, dass in den 1870er Jahren die Bahnstrecke Glindenberg–Oebisfelde eröffnet wurde. Das Gasthaus Papenberg war damit selbst für Gäste aus Magdeburg leicht zu erreichen. 1907 folgte der Anschluss an die Bahnstrecke Haldensleben–Weferlingen und 1911 an die Bahnstrecke Haldensleben–Gardelegen, was die Erreichbarkeit weiter verbesserte. Etwas östlich von Papenberg bestand der Haltepunkt Flora-Papenberg. Östlich von Papenberg war das Kurhotel Flora entstanden.
1909 erweiterte Hermann Neander das Gasthaus und errichtete einen Tanzsaal sowie Gesellschafts- und Logierzimmer. 1910 erwarb Wilhelm Berg das Gasthaus und ließ einen von Säulen getragenen Balkon anfügen.
Neben dem Gasthof bestand auch ein Wirtschaftshof. 1879 erwarb der Landwirt Hermann Müller den Hof von Meschmanns Erben. 1902 wurde Franz Krampe Eigentümer. Krampe baute 1909 eine Scheune, die sich in der Nähe des damals bestehenden Papenteichs befand, zu einem Walderholungsheim im rustikalen Heimatstil um. Hier befand sich auch die Wohnung des Revierförsters. In ihr wohnte der Haldensleber Stadtförster Josef Petri. Auf dem in der Nähe befindlichen Ochsenberg bestand ein Aussichtsturm. Im Umfeld Papenbergs nahm man Verschönerungsarbeiten vor. So wurde 1908 das Unterholz des Waldes entfernt und als Lustholz gestaltet. Auch eine Sichtachse vom Teich zur Eisenbahn und Wege wurden angelegt. Auch ein Sport- und Spielplatz entstand.
Während des Ersten Weltkriegs stagnierte die wirtschaftliche Entwicklung. Im Papenberg war ein Lazarett untergebracht. Auch im Zweiten Weltkrieg diente Papenberg als Lazarettstandort. In der Nähe Papenbergs wurde von 1921 bis 1925 ein Kindererholungsheim eingerichtet, welches bis 1946 bestand.